# Toulal
Toulal (arabiska: تولال) är en stadskommun i Marocko. Den ligger i prefekturen Meknès och regionen Fès-Meknès, 110 km öster om huvudstaden Rabat. Antalet invånare var 19 077 vid folkräkningen 2014.